# Camille Muffat
Camille Muffat (n. 28 octombrie 1989, Nisa, Franța – d. 9 martie 2015, Villa Castelli⁠(d), Provincia La Rioja, Argentina) a fost o înotătoare franceză, medaliată olimpică. A participat la 2 ediții ale Jocurilor Olimpice (2008, 2012) în care a câștigat o medalie de aur, o medalie de argint și o medalie de bronz.